# Listă de filme de acțiune din 2000
Aceasta este o listă de filme de acțiune din 2000:
| Titlu                          | Regizor                 | Actori                                                      | Țară                       | Sub-Gen/Note            |
| ------------------------------ | ----------------------- | ----------------------------------------------------------- | -------------------------- | ----------------------- |
| 2000 AD                        | Gordon Chan             |                                                             | Hong Kong                  | [ 1 ]                   |
| The 6th Day                    | Roger Spottiswoode      | Arnold Schwarzenegger, Tony Goldwyn, Michael Rapaport       | Statele Unite ale Americii | acțiune thriller        |
| The Art of War                 | Christian Duguay        | Wesley Snipes, Anne Archer, Maury Chaykin                   | Statele Unite ale Americii | acțiune thriller        |
| Battle Royale                  | Kinji Fukasaku          | Tatsuya Fujiwara, Aki Maeda, Chiaki Kuriyama, Taro Yamamoto | Japonia                    | acțiune thriller        |
| Battlefield Earth              | Roger Christian         | John Travolta, Barry Pepper                                 | Statele Unite ale Americii | Science fiction acțiune |
| Charlie's Angels               | McG                     | Cameron Diaz, Drew Barrymore, Lucy Liu                      | Statele Unite ale Americii | [ 6 ]                   |
| China Strike Force             | Stanley Tong            | Aaron Kwok, Noriko Fujiwara, Wang Lee Hom                   | Hong Kong                  | [ 7 ]                   |
| Crouching Tiger, Hidden Dragon | Ang Lee                 | Chow Yun-fat, Michelle Yeoh, Zhang Ziyi                     | Taiwan                     | film de arte marțiale   |
| The Duel                       | Andrew Lau              | Andy Lau, Ekin Cheng, Nick Cheung                           | Hong Kong                  | film de arte marțiale   |
| Faust: Love of the Damned      | Brian Yuzna             | Mark Frost, Isabel Brooke, Jeffrey Combs                    | Spania                     | acțiune thriller        |
| Get Carter                     | Stephen Kay             | Sylvester Stallone, Miranda Richardson, Michael Caine       | Statele Unite ale Americii | acțiune thriller        |
| Gone in 60 Seconds             | Dominic Sena            | Nicolas Cage, Angelina Jolie, Giovanni Ribisi               | Statele Unite ale Americii | [ 12 ]                  |
| Gojoe: Spirit War Chronicle    | Sogo Ishii              | Tadanobu Asano, Masatoshi Nagase, Daisuke Ryu               | Japonia                    | [ 13 ]                  |
| Jiang Hu: The Triad Zone       | Dante Lam               | Tony Leung Kar-Fai, Sandra Ng, Anthony Wong                 | Hong Kong                  | [ 14 ]                  |
| Mission: Impossible II         | John Woo                | Tom Cruise, Dougray Scott, Thandie Newton                   | Statele Unite ale Americii | [ 15 ]                  |
| Romeo Must Die                 | Andrzej Bartkowiak      | Jet Li, Aaliyah, Edoardo Ballerini                          | Statele Unite ale Americii | [ 16 ]                  |
| Shanghai Noon                  | Tom Dey                 | Jackie Chan, Owen Wilson, Lucy Liu                          | Statele Unite ale Americii | [ 17 ]                  |
| Taxi 2                         | Gérard Krawczyk         | Samy Naceri, Frederic Diefenthal, Emma Sjöberg              | Franța                     | [ 18 ]                  |
| Time and Tide                  | Tsui Hark               | Nicholas Tse, Wu Bai, Anthony Wong                          | Hong Kong                  | [ 19 ]                  |
| Titan A.E.                     | Don Bluth, Gary Goldman |                                                             | Statele Unite ale Americii | Science fiction acțiune |
| Tokyo Raiders                  | Jingle Ma               | Tony Leung Chiu-Wai, Ekin Cheng, Kelly Chen                 | Hong Kong                  | [ 21 ]                  |
| Versus                         | Ryuhei Kitamura         | Tak Sakaguchi, Hideo Sakaki, Chieko Misaka                  | Japonia                    | [ 22 ]                  |
| Vertical Limit                 | Martin Campbell         | Chris O'Donnell, Bill Paxton, Robin Tunney, Scott Glenn     | Statele Unite ale Americii | [ 23 ]                  |
| Whiteout                       | Setsuro Wakamatsu       | Yuji Oda, Ken Ishiguro                                      | Japonia                    | acțiune thriller        |
| X-Men                          | Bryan Singer            | Hugh Jackman, Patrick Stewart, Ian McKellen                 | Statele Unite ale Americii | [ 25 ]                  |